# Scolecithrix magnus
Scolecithrix magnus is een eenoogkreeftjessoort uit de familie van de Scolecitrichidae. De wetenschappelijke naam van de soort is voor het eerst geldig gepubliceerd in 1911 door Wolfenden.